# Abaíra
Abaíra, amtlich Município de Abaíra, ist eine Kleinstadt im Zentralsüden des brasilianischen Bundesstaates Bahia. Die Bevölkerung wurde zum 1. Juli 2020 auf 8710 Einwohner geschätzt, die Abairenser genannt werden und auf einer Gemeindefläche von rund 538,7 km² leben.

## Toponymie
Abaíra entstammt der Tupi-Sprache und bedeutet Honigfülle, gebildet aus den Worten abá (Fülle) und a'yra  (Honig).

## Geschichte
Der Munizip erhielt am 22. Februar 1962 bei Ausgliederung aus Piatã Selbstverwaltungsrecht.

## Einwohnerentwicklung
| Jahr | Einwohner |
| ---- | --------- |
| 1991 | 8.754     |
| 1996 | 12.729    |
| 2000 | 9.067     |
| 2007 | 8.638     |
| 2010 | 8.316     |
| 2020 | 8.710     |